# Edgar Solís
Edgar Iván „Tepa” Solís Castillón (ur. 5 marca 1987 w Tepatitlán de Morelos) – meksykański piłkarz występujący na pozycji lewego pomocnika lub lewego obrońcy.

## Kariera klubowa
Solís, obdarzony przydomkiem „Tepa” ze względu na pochodzenie z miasta Tepatitlán de Morelos, jest wychowankiem akademii juniorskiej klubu Chivas de Guadalajara. Do treningów seniorskiej drużyny został włączony jako osiemnastolatek przez baskijskiego szkoleniowca Xabiera Azkargortę i w meksykańskiej Primera División zadebiutował 28 sierpnia 2005 w przegranym 0:3 meczu z Santos Laguną. Premierowego gola w najwyższej klasie rozgrywkowej strzelił już w kolejnym występie, 25 września tego samego roku w wygranej 2:1 konfrontacji z San Luis. W styczniu 2006 triumfował ze swoją drużyną w rozgrywkach kwalifikacyjnych do Copa Libertadores, InterLidze, zaś w jesiennym sezonie Apertura 2006 zdobył z Chivas tytuł mistrza Meksyku, jednak ani razu nie wybiegł wówczas na ligowe boiska. Nie mogąc wywalczyć sobie miejsca w pierwszym składzie, w styczniu 2007 udał się na półroczne wypożyczenie do Querétaro FC, gdzie również pełnił rolę rezerwowego, a ponadto po rozgrywkach 2006/2007 spadł z drużyną do drugiej ligi meksykańskiej.
Po powrocie do Chivas Solís zaczął częściej występować w wyjściowej jedenastce, a ponadto w 2010 roku pomógł jej w dotarciu do finału turnieju Copa Libertadores. Zaraz potem został wypożyczony po raz kolejny, tym razem do ekipy Atlante FC z miasta Cancún, w której barwach spędził dwanaście miesięcy, nie odnosząc większych sukcesów. W styczniu 2012, również na zasadzie wypożyczenia, zasilił klubu Tecos UAG z siedzibą w Guadalajarze, gdzie regularnie występował w wyjściowej jedenastce, lecz na koniec sezonu 2011/2012 zanotował z nim drugi już w swojej karierze spadek do drugiej ligi. W połowie tego samego roku władze Chivas zdecydowały się wypożyczyć go do CF Monterrey. Tam był przeważnie rezerwowym, pojawiając się na boiskach niemal wyłącznie z ławki. W grudniu 2012 wziął udział z ekipą Víctora Manuela Vuceticha w Klubowych Mistrzostwach Świata, zajmując ostatecznie trzecie miejsce.
| Sezon     | Klub                  | Kraj   | Rozgrywki        | Mecze | Bramki |
| --------- | --------------------- | ------ | ---------------- | ----- | ------ |
| 2005/2006 | Chivas de Guadalajara | Meksyk | Primera División | 10    | 1      |
| 2006/2007 | Chivas de Guadalajara | Meksyk | Primera División | 0     | 0      |
| 2006/2007 | Querétaro FC          | Meksyk | Primera División | 6     | 0      |
| 2007/2008 | Chivas de Guadalajara | Meksyk | Primera División | 20    | 2      |
| 2008/2009 | Chivas de Guadalajara | Meksyk | Primera División | 24    | 1      |
| 2009/2010 | Chivas de Guadalajara | Meksyk | Primera División | 25    | 0      |
| 2010/2011 | Atlante FC            | Meksyk | Primera División | 21    | 0      |
| 2011/2012 | Chivas de Guadalajara | Meksyk | Primera División | 0     | 0      |
| 2011/2012 | Tecos UAG             | Meksyk | Primera División | 15    | 0      |
| 2012/2013 | CF Monterrey          | Meksyk | Primera División |       |        |